# Nhóm ngôn ngữ Ấn-Arya Trung
Nhóm ngôn ngữ Ấn-Arya Trung hay nhóm ngôn ngữ Hindi là một nhóm các ngôn ngữ liên quan được sử dụng trên khắp miền bắc và miền trung Ấn Độ. Những ngôn ngữ này tạo thành phần trung tâm của ngữ chi Ấn-Arya, thuộc ngữ hệ Ấn-Âu. Trong lịch sử, chúng tạo thành một cụm phương ngữ xuất phát từ Madhya Prakrit. Nằm trong Vành đai ngôn ngữ Hindi, phương ngữ Dehlavi nói tại Delhi (một trong số nhiều thứ tiếng gọi là 'Khariboli'), là cơ sở của tiêu chuẩn văn học Hindi và Urdu hiện đại. Phương ngữ này đã phát triển qua nhiều thế kỷ thành ngôn ngữ Hindustan thời trung cổ, từ đó trở thành nguồn gốc của tiếng Hindi chuẩn hiện đại và tiếng Urdu chuẩn hiện đại ngày nay. Cả tiếng Hindi lẫn tiếng Urdu là dạng chuẩn hóa của tiếng Hindustan một thời được nói ở Delhi và được sử dụng như lingua franca trên khắp miền Bắc Ấn Độ. Trong mối quan hệ với ngữ chi Ấn-Arya, sự gắn kết của nhóm ngôn ngữ này phụ thuộc vào phân loại được sử dụng; ở đây chỉ có Hindi Đông và Hindi Tây được xem xét.

## Ngôn ngữ
Nếu có một điều được coi là một sự đồng thuận hợp lệ trong thổ ngữ học tiếng Hindi, thì đó là nó có thể được chia thành hai nhóm phương ngữ: Tây và Đông Hindi. Tây Hindi phát triển từ dạng Apabhramsa của Shauraseni Prakrit, Đông Hindi thì từ Ardhamagadhi.
1. Tây Hindi

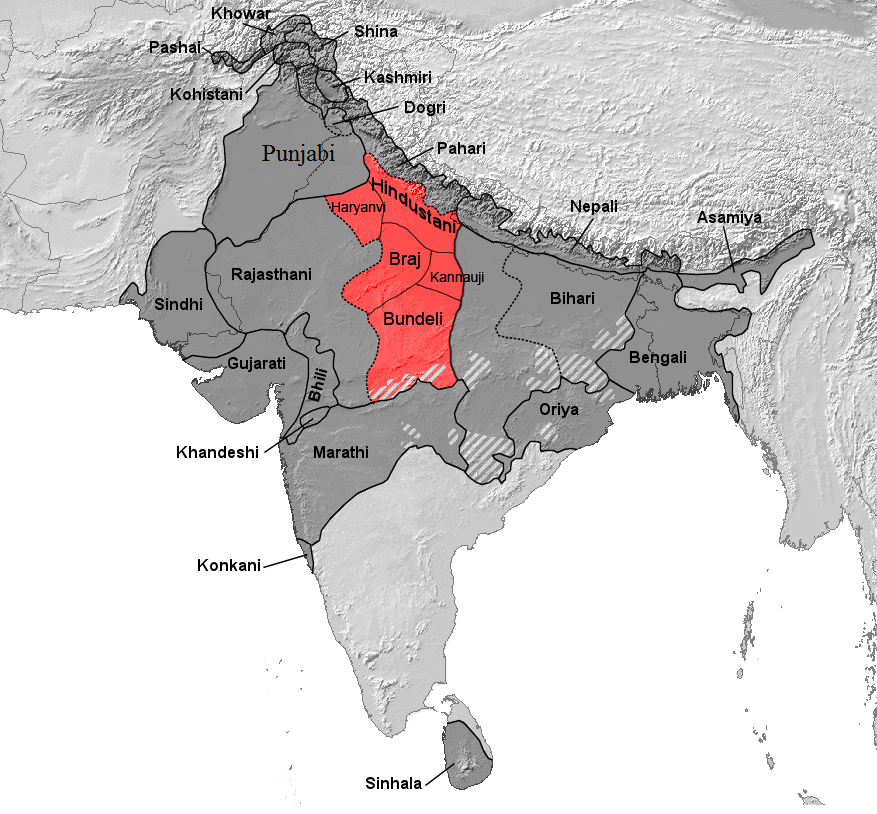
Nhóm ngôn ngữ Hindi Tây. Theo chiều kim đồng hồ từ trên xuống: Hindustan, Kannauji, Bundeli, Braj, Haryana.
Nhóm ngôn ngữ Hindi Đông không được hiển thị riêng lẻ. Nó bao gồm tiếng Awadh ở phía bắc (về phía đông của tiếng Hindustan và Kannauji); Bagheli ở trung tâm (về phía đông của tiếng Bundeli) và tiếng Chhattisgarh (về phía đông nam của tiếng Bundeli).

  - Braj Bhasha (21 triệu người) được nói ở mạn tây Uttar Pradesh và các huyện lân cận của Rajasthan và Haryana.
  - Tiếng Haryana (8 triệu người) được nói ở Chandigarh, Haryana và là một ngôn ngữ thiểu số ở Punjab và Delhi.
  - Tiếng Bundeli (3 triệu người) được nói ở tây nam Uttar Pradesh và tây-trung Madhya Pradesh.
  - Tiếng Kannauji (9,5 triệu người) được nói ở tây-trung Uttar Pradesh.
  - Tiếng Hindustan (312 triệu người) bao gồm phương ngữ uy tín Khariboli (và các dạng chuẩn tiếng Hindi và tiếng Urdu), được nói ở mạn tây Uttar Pradesh và Delhi.
2. Đông Hindi
  - Tiếng Awadh (38 triệu người) được nói ở mạn bắc và bắc trung Uttar Pradesh cũng như Caribe, Fiji, Mauritius và Nam Phi.
  - Tiếng Bagheli (8 triệu người) được nói ở phía bắc-trung Madhya Pradesh và đông-nam Uttar Pradesh.
  - Tiếng Chhattisgarh (13 triệu người) được nói ở đông nam Madhya Pradesh và miền bắc và miền trung Chhattisgarh.

Phân tích này loại trừ những dạng ngôn ngữ đôi khi được yêu cầu cho tiếng Hindi vì lý do văn hóa, chẳng hạn như Bihar, Rajasthan và Pahar. Tiếng Bhojpur được phân loại thuộc nhóm ngôn ngữ Bihar mặc dù từ lâu nó đã được coi là một ngôn ngữ Hindi.
Tiếng Digan, tiếng Domari, tiếng Lomavren và tiếng Seb Seliyer (hoặc chí ít là tổ tiên của chúng) dường như là ngôn ngữ của Vùng Trung tâm di chuyển đến Trung Đông và Châu Âu 500-1000 TCN trong ba làn sóng khác nhau. Tiếng Parya là một ngôn ngữ khu vực trung tâm tại Trung Á.
Đối với nhóm Hindi Tây, Ethnologue thêm tiếng Sansi, tiếng Powar, tiếng Chamari (một ngôn ngữ giả), tiếng Bhaya, tiếng Gowli (không phải là một ngôn ngữ riêng rẽ) và tiếng Ghera.

## Sử dụng ở các khu vực văn hóa phi Hindi
- Tiếng Urdu là ngôn ngữ chính thức của Pakistan. Mặc dù người bản ngữ chỉ chiếm của 7% dân số, nhưng nó là ngôn ngữ thứ hai trong số những người biết chữ.
- Tiếng Hindi Bombay ("Bombay Baat") là phương ngữ của thành phố Mumbai (Bombay); nó dựa trên tiếng Hindustan nhưng chịu ảnh hưởng nặng nề của tiếng Marathi. Chính xác thì nó là một pidgin, tức là nó không phải là ngôn ngữ mẹ đẻ của bất kỳ người nào cũng như không được sử dụng trong các tình huống trang trọng bởi tầng lớp trên của xã hội hay người có giáo dục. Tuy nhiên, nó thường được sử dụng trong phim mà điện ảnh Hindi (Bollywood) sản xuất vì Mumbai là trụ sở của ngành công nghiệp phim Bollywood.
- Tiếng Dakhine (bao gồm cả Urdu Hyderabadi và Urdu Bangalori), một phương ngữ của tiếng Urdu được nói ở các khu vực mà trước đây là nhà nước Hyderabad và khu vực Deccan lịch sử. Có một sự khác biệt nhỏ nhưng dễ nhận ra giữa tiếng Dakhine và tiếng Hindi-Urdu chuẩn. Sự khác biệt này càng về phía nam càng lớn dần.
- Hindi Creole Andaman là ngôn ngữ giao thương của Quần đảo Andaman và quần đảo Nicobar.
- Hindi Arunachal là ngôn ngữ giao thương của Arunachal Pradesh
- Hindi Haflong là ngôn ngữ giao thương của các khu vực liền kề với Haflong ở Assam
- Tiếng Hindi Fiji là một lingua franca Đông Hindi được phát triển giữa những người Ấn-Fiji.
- Tiếng Hindustan Caribe và "Sarnami" là lingua franca Đông Hindi được phát triển giữa những người Ấn-Caribe và rất giống với phương ngữ Bhojpur và Awadh của tiếng Hindi và tiếng Hindi Fiji.
- Tiếng Hindi Bhojpur Mauritius được nói ở Mauritius. Nó dựa trên tiếng Bhojpur với ảnh hưởng từ tiếng Awadh và các phương ngữ Đông Hindi khác và Creole Mauritius.
- Tiếng Hindi Nam Phi dựa trên tiếng Bhojpur, tiếng Awadh và tiếng Hindi chuẩn được nói bởi người Nam Phi Ấn Độ.

## So sánh
Trong cách phát âm tiêu chuẩn của người nói tiếng Hindustan Delhi có học thức, [ɛː, ɔː] thường trở thành nguyên âm đôi. [ɛː] trở thành [əɪ]~[ɑɪ], [ɔː] trở thành [əu]~[ɑu] trong nhóm ngôn ngữ Hindi Đông và nhiều ngôn ngữ Hindi Tây phi chuẩn. Ngoài ra còn có các cụm nguyên âm /əiː/ và /əuː/.